# Bélis
Bélis település Franciaországban, Landes megyében. Lakosainak száma 164 fő (2022. január 1.). Bélis Arue, Brocas, Cachen, Labrit és Maillères községekkel határos.

## Népesség
A település népességének változása:
| Lakosok száma | 227  | 150  | 128  | 139  | 164  | 164  | 165  | 160  | 159  | 164  |
|               | 1968 | 1982 | 1990 | 2006 | 2013 | 2015 | 2017 | 2019 | 2020 | 2022 |